# Byar i Leksands kommun
I Leksands kommun finns ett 90-tal byar. Ett flertal har egna så kallade byaråd eller byalag.
I urval:
- Berg
- Almo
- Alvik
- Djura
- Hedby
- Heden
- Hjortnäs
- Hjulbäck
- Häradsbygden
- Laknäs
- Lima
- Norr Lindberg
- Olsnäs
- Norr Rälta
- Söder Rälta
- Rältlindor
- Siljansnäs
- Sjugare
- Sör Lindberg
- Skeberg
- Sunnanäng
- Sätra, Leksands socken
- Sätra, Åls socken
- Tibble
- Tunsta
- Tällberg
- Västanvik
- Västra Rönnäs
- Ullvi
- Ytterboda
- Åkerö
- Ål Kilen
- Östra Rönnäs
- Övermo